# أنطونيو فيريرا
أنطونيو فيريرا (بالبرتغالية: António Ferreira) هو كاتب وشاعر وسياسي برتغالي، ولد في 1528 في لشبونة في البرتغال، وتوفي بنفس المكان في 29 نوفمبر 1569. في 1986 Brazilian parliamentary election ‏، انتخب عضو مجلس النواب البرازيلي ‏ عن دائرة Alagoas ‏.

## روابط خارجية
- أنطونيو فيريرا على موقع الموسوعة البريطانية (الإنجليزية)